# Castell de Schauwenburg
El Castell de Schauwenburg (en luxemburguès: Schlass Schauwebuerg; en francès: Château Schauenburg), està situat a Bertrange al sud-oest de Luxemburg té una història que es remunta a l'edat mitjana, quan, segons les referències històriques de principis del segle xiii, els Senyors de Bertrange van ocupar un castell.

## Història
L'actual edifici es va originar al segle xvi com atesten les finestres renaixentistes en les ales est i nord, la façana es va completar el 1710. Al voltant de 1780, la família d'Huart que va viure en el castell va trobar les instal·lacions massa petites i va construir un edifici més gran, el Château de Colnet d'Huart, a les proximitats. Durant aquests anys, el castell de Schauwenburg ha tingut molts propietaris diferents i s'ha utilitzat per a una gran varietat de propòsits. Des de 2008, ha albergat temporalment les oficines administratives de la comuna i la seu de l'ajuntament.